# 4 Lacertae
4 Lacertae, som är stjärnans Flamsteed-beteckning, är en ensam stjärna belägen i den mellersta delen av stjärnbilden Ödlan. Den har en skenbar magnitud på ca 4,55 och är svagt synlig för blotta ögat där ljusföroreningar ej förekommer. Baserat på parallax enligt Gaia Data Release 2 på ca 1,8 mas, beräknas den befinna sig på ett avstånd på ca 1 900 ljusår (ca 570 parsek) från solen. Den rör sig närmare solen med en heliocentrisk radialhastighet av ca -26 km/s. Stjärnan misstänks ingå i stjärnföreningen Lacertae OB1.

## Egenskaper
4 Lacertae är en blå till vit superjättestjärna av spektralklass A0 Ib. Överskott i stjärnans yta ger bevis på material som har bearbetats via CNO-cykeln i kärnan. Den har en massa som är ca 10 solmassor, en radie som är ca 59 solradier och utsänder ca 62 000 gånger mera energi än solen från dess fotosfär vid en effektiv temperatur av ca 11 800 K.